# Danh sách quốc huy và biểu tượng các quốc gia ở Châu Á
Dưới đây là danh sách các biểu tượng quốc gia và quốc huy được sử dụng ở các nước châu Á, thuộc địa và vùng lãnh thổ.

## Các quốc gia
| Quốc gia                             | Quốc huy | Khẩu hiệu/Tiêu ngữ                                                                                  | Bài viết chính                                |
| ------------------------------------ | -------- | --------------------------------------------------------------------------------------------------- | --------------------------------------------- |
| Ả Rập Xê Út                          |          | Không có chúa trời nào ngoài thánh Allah; Muhammad là sứ giả của thánh Allah                        | Quốc huy Ả Rập Xê Út                          |
| Afghanistan                          |          | Không có thần nào ngoài Allah và Muhammad là tiên tri của Ngài                                      | Quốc huy Afghanistan                          |
| Armenia                              |          | Một quốc gia, một văn hóa.                                                                          | Quốc huy Armenia                              |
| Azerbaijan                           |          | không có                                                                                            | Quốc huy Azerbaijan                           |
| Ấn Độ                                |          | Satyameva Jayate: Chỉ có chân lý đắc thắng                                                          | Quốc huy Ấn Độ                                |
| Bahrain                              |          | Bahrainona                                                                                          | Quốc huy Bahrain                              |
| Bangladesh                           |          | Chủ nghĩa dân tộc, chủ nghĩa duy vật, chủ nghĩa xã hội, và dân chủ                                  | Quốc huy Bangladesh                           |
| Bhutan                               |          | không có                                                                                            | Quốc huy Bhutan                               |
| Brunei                               |          | Luôn phục vụ với sự dẫn dắt của Allah                                                               | Quốc huy Brunei                               |
| Campuchia                            |          | Dân tộc, Tôn giáo, Quốc vương                                                                       | Quốc huy Campuchia                            |
| Đông Timor                           |          | Thống nhất, Hành động, Phát triển                                                                   | Quốc huy Đông Timor                           |
| Gruzia                               |          | Sức mạnh trong đoàn kết                                                                             | Quốc huy Gruzia                               |
| Hàn Quốc                             |          | Cống hiến cho hạnh phúc của nhân loại                                                               | Quốc huy Hàn Quốc                             |
| Indonesia                            |          | Bhinneka Tunggal Ika: Thống nhất trong đa dạng                                                      | Quốc huy Indonesia                            |
| Iran                                 |          | Độc lập, Tự do, Cộng hòa Hồi giáo                                                                   | Quốc huy Iran                                 |
| Iraq                                 |          | Thượng đế vĩ đại                                                                                    | Quốc huy Iraq                                 |
| Israel                               |          | Israel                                                                                              | Quốc huy Israel                               |
| Jordan                               |          | Thiên Chúa - Vương quốc - Hoàng đế                                                                  | Quốc huy Jordan                               |
| Kazakhstan                           |          | Kazakhstan                                                                                          | Quốc huy Kazakhstan                           |
| Kuwait                               |          | For Kuwait: Vì Kuwait                                                                               | Quốc huy Kuwait                               |
| Kyrgyzstan                           |          | Cộng hòa Kyrgyz                                                                                     | Quốc huy Kyrgyzstan                           |
| Lào                                  |          | Hòa bình, độc lập, dân chủ, thống nhất và thịnh vượng                                               | Quốc huy Lào                                  |
| Liban                                |          | không có                                                                                            | Quốc huy Liban                                |
| Malaysia                             |          | Bersekutu bertambah mutu: Đoàn kết tạo nên lực lượng                                                | Quốc huy Malaysia                             |
| Maldives                             |          | Vùng lãnh thổ của nghìn đảo                                                                         | Quốc huy Maldives                             |
| Mông Cổ                              |          | "Vô sản toàn thế giới, đoàn kết lại!!"                                                              | Quốc huy Mông Cổ                              |
| Myanmar                              |          | Cộng hòa Liên bang Myanmar                                                                          | Quốc huy Myanmar                              |
| Nepal                                |          | Mẹ và Tổ quốc vĩ đại hơn thiên đàng                                                                 | Quốc huy Nepal                                |
| Nga                                  |          | không có                                                                                            | Quốc huy Nga                                  |
| Nhật Bản                             |          | Hoà bình và tiến bộ                                                                                 | Hoàng gia huy Nhật Bản                        |
| Oman                                 |          | không có                                                                                            | Quốc huy Oman                                 |
| Pakistan                             |          | Thống nhất, Kỷ luật, Đức tin                                                                        | Quốc huy Pakistan                             |
| Philippines                          |          | Maka-Diyos, Makatao, Makakalikasan, at Makabansa: Hướng về Chúa, Nhân dân, Thiên nhiên, và Quốc gia | Quốc huy Philippines                          |
| Qatar                                |          | Vùng lãnh thổ Qatar                                                                                 | Quốc huy Qatar                                |
| Singapore                            |          | Majulah Singapura: Tiến lên Singapore                                                               | Quốc huy Singapore                            |
| Síp                                  |          | 1960                                                                                                | Quốc huy Síp                                  |
| Sri Lanka                            |          | không có                                                                                            | Quốc huy Sri Lanka                            |
| Syria                                |          | Cộng hoà Ả rập Syria                                                                                | Quốc huy Syria                                |
| Tajikistan                           |          | Surudi milli : Tổ quốc thân yêu                                                                     | Quốc huy Tajikistan                           |
| Thái Lan                             |          | không có                                                                                            | Quốc huy Thái Lan                             |
| Thổ Nhĩ Kỳ                           |          | không có                                                                                            | Quốc huy Thổ Nhĩ Kỳ                           |
| Turkmenistan                         |          | không có                                                                                            | Quốc huy Turkmenistan                         |
| Các Tiểu vương quốc Ả Rập Thống nhất |          | Thượng đế, Quốc gia, Tổng thống                                                                     | Quốc huy Các Tiểu vương quốc Ả Rập Thống nhất |
| Cộng hòa Dân chủ Nhân dân Triều Tiên |          | Cộng hòa Dân chủ Nhân dân Triều Tiên                                                                | Quốc huy CHDCND Triều Tiên                    |
| Trung Quốc                           |          | không có                                                                                            | Quốc huy Trung Quốc                           |
| Uzbekistan                           |          | Uzbekistan                                                                                          | Quốc huy Uzbekistan                           |
| Việt Nam                             |          | Độc lập - Tự do - Hạnh phúc                                                                         | Quốc huy Việt Nam                             |
| Yemen                                |          | God, Nation, Revolution, Unity: Thượng đế, Quốc gia, Cách mạng, Hợp Nhất                            | Quốc huy Yemen                                |

## Vùng lãnh thổ được công nhận hạn chế
| Vùng lãnh thổ    | Quốc huy | Khẩu hiệu/Tiêu ngữ                     | Bài viết chính            | Các bên tranh chấp |
| ---------------- | -------- | -------------------------------------- | ------------------------- | ------------------ |
| Abkhazia         |          | không có                               | Quốc huy Abkhazia         | Gruzia             |
| Bắc Síp          |          | 1983                                   | Quốc huy Bắc Síp          | Síp                |
| Đài Loan         |          | không có                               | Quốc huy Đài Loan         | Trung Quốc         |
| Cộng hòa Artsakh |          | Cộng hòa Artsakh của Miền núi Karabakh | Quốc huy Cộng hòa Artsakh | Azerbaijan         |
| Palestine        |          | Palestine                              | Quốc huy Palestine        | Tranh cãi          |

## Vùng phụ thuộc, khu vực tự trị, thành phố tự trị và vùng lãnh thổ khác
| Quốc gia       | Vùng lãnh thổ                  | Quốc huy | Khẩu hiệu/Tiêu ngữ                                                          | Bài viết chính                          |
| -------------- | ------------------------------ | -------- | --------------------------------------------------------------------------- | --------------------------------------- |
| Gruzia         | Adjara                         |          | không có                                                                    | Quốc huy Adjara                         |
| Vương quốc Anh | Akrotiri và Dhekelia           |          | Chúa và quyền của tôi                                                       | Hoàng gia huy Vương quốc Anh            |
| Trung Quốc     | Hồng Kông                      |          | Đặc khu hành chính của Cộng hòa Nhân dân Trung Hoa                          | Khu huy Hồng Kông                       |
| Iraq           | Kurdistan                      |          | KRG (dành cho Chính quyền khu vực Kurdistan)                                |                                         |
| Vương quốc Anh | Lãnh thổ Ấn Độ Dương thuộc Anh |          | In tutela nostra Limuria (tiếng Latin của Limuria là niềm tin của chúng ta) | Quốc huy Lãnh thổ Ấn Độ Dương thuộc Anh |
| Trung Quốc     | Ma Cao                         |          | Đặc khu hành chính của Cộng hòa Nhân dân Trung Hoa                          | Khu huy Ma Cao                          |
| Azerbaijan     | Nakhchivan                     |          | không có                                                                    | Quốc huy Azerbaijan                     |